# Вера Альбрехт
Вера Альбрехт (словен. Vera Albreht) (12 лютого 1895, Кршко, Словенія — 25 травня 1971, Любляна, Словенія) — словенська письменниця, публіцистка і перекладачка.

## Життєпис
Вера Альбрехт народилася у відомій родині Кесслерів, яка об'єднувала важливих діячів культури того часу, зокрема Івана Цанкара та Отона Жупанчича, який одружився з її сестрою Аною. Її мати Марія Кесслер, уродженка Тренц, мала моравське німецьке походження, як і всі її родичі, а батько — словенець. Тому німецькі родичі не любили їх.
Виросла в місті. Будучи студенткою, вона жила у Відні, де навчалася в Експортній академії, але не закінчила її через Першу світову війну. У 1919 році вона вийшла заміж за Франа Альбрехта, поета, оповідача і публіциста. Під час двох світових воєн брала активну участь у жіночому русі, у Міжнародній лізі за мир і свободу тощо.
Під час національно-визвольної боротьби її кілька разів садили в в'язницю. 6 січня 1944 року була інтернована до концтабору в Равенсбрюку, Німеччина. Після Другої світової війни переїхала до Любляни. Там вона працювала публіцистом в ПЕН-клубі (поети есеїсти романісти).

## Літературна діяльність
Свої статті, прозу, вірші (особливо для молоді) публікувала в журналах і газетах (Новий рід, Жіночий світ, Дзвоник та ін.). Після Другої світової війни видала кілька збірок молодіжної поезії та прози, переважно традиційного типу.
Багато її загадок опубліковано в різних збірках, як-от: «Словенські загадки», «Шістдесят загадок», «Загадки про тварин» та ін. Вона все життя залишилася вірною дитячій літературі, опублікувавши дванадцять поетичних і три прозові збірки. «Lupinica» перевидавалась більшу частину часу. Присвятила свої юнацькі спогади дітям та молоді «Nekoč pod Gorjanci».
Важливі книги:
- Ravensbriške pesmi (вірші Равенсбрюка), 1977
- Babica in trije vnučki (Бабуся і три онуки) (молодіжна проза), 1964

Віра Альбрехт відома тим, що перекладала з німецької на словенську, з хорватської та сербської на словенську.
Також писала про Україну, а саме:
- Ukrajinski sonet (Ženski svet 1928 (6/2), 56)
- V Karpatih pri Huculih (Ženski svet 1928 (6/1), 21–23 in 6/2, 52–55)
- Med Huculi v Ukrajini (Naš rod 1931 (3/6), 195—197)
- Pozna pisma I (Naša žena 1950 (9/7), 112)